# Sopa de pitufos
Sopa de Pitufos (en el francés original La Soupe aux Schtroumpfs) es la decimonovena historieta de Los Pitufos escrita y dibujada por Peyo en 1976.

## Trayectoria editorial
Originalmente publicada de forma seriada en 1976 en los números 2000 a 2021 de la revista Le Journal de Spirou y en álbum ese mismo año.

## Argumento
El Pitufo Gafitas y otros dos pitufos pasean por el bosque. Cuando pasan cerca de la casa del brujo Gargamel, ven llegar a un gigante. Este se presenta a Gargamel como Paquitín y le dice que tiene hambre. Gargamel, por miedo a Paquitín, le da algo de caldo, pero Paquitín sigue con hambre y trata de comerse al gato Azrael, pero Gargamel lo detiene y al notar que Paquitín come cualquier cosa (incluso velas), decide usarlo en su venganza contra los pitufos y le ofrece prepararle una sopa de pitufos. Por suerte los tres pitufos escuchan esto y vuelven a la Aldea Pitufa a avisar al Gran Pitufo.
Mientras buscan la aldea, Gargamel y Paquitín se separan y este sigue a un pitufo que vuelve a la aldea a lomos de cigüeña. Allí, el Gran Pitufo elabora un plan. Hace que los pitufos le den la bienvenida a Paquitín y ofrece hacerle la sopa que quiere.
El Gran Pitufo hace que los pitufos distraigan a Paquitín (una banda con música, el Pitufo Poeta con una oda a Paquitín, el Pitufo Gafitas con algunas frases moralizantes, etc.) mientras él prepara un ungüento que evita quemaduras.
Al día siguiente, el Gran Pitufo llama a cuatro pitufos en secreto. Estos pitufos se aplican el ungüento y luego saltan al agua hirviendo, de la que el ungüento (del que Paquitín no sabe nada) los protege. El Gran Pitufo envía a Paquitín a por más leña para el fuego y mientras no está, los cuatro pitufos salen del agua, a la que se agrega una fórmula y cuatro trajecitos de Pitufos para que Paquitín crea que se han derretido. Cuando Paquitín regresa y se bebe la sopa, se convierte en un monstruo azul (a causa de la fórmula) y el Gran Pitufo le hace creer que uno queda así después de comer sopa de pitufos y que Gargamel lo sabía.
Justo entonces llega Gargamel, que atrapa a algunos pitufos, pero ellos no están preocupados porque saben que Paquitín está furioso con Gargamel. Cuando Gargamel ve a Paquitín azul, suelta a los pitufos y trata de escapar, pero Paquitín lo atrapa y todos van a casa de Gargamel para ver cómo intenta hacer un antídoto para Paquitín. El Gran Pitufo lleva una pequeña caja.
Todos los intentos de Gargamel por hacer un antídoto solo logran convertir a Paquitín en diversos monstruos, por lo que este se pone furioso y destruye la mayor parte del laboratorio de Gargamel. Al final, Gargamel le pide ayuda al Gran Pitufo, quien abre la caja, saca una hoja de zarzaparrilla que Paquitín come y vuelve a la normalidad.
Al final, los pitufos regresan a la Aldea Pitufa, cuando Azrael trata de atrapar a uno. Este pitufo llama a Paquitín, y aunque Paquitín no responde, Azrael se aleja corriendo asustado.